# 薄葉疣鱗蘚
薄葉疣鱗蘚（学名：Cololejeunea appressa）为細鱗蘚科疣鱗蘚屬下的一个种。